# 大溪李氏宗祠
大溪李氏宗祠，位于中国广东省揭阳市揭西县大溪镇井美村，为揭西县的一个县级文物保护单位，类型为古建筑，公布时间为2007年12月。
大溪李氏宗祠的历史年代为清代。